# Convención Nacional Demócrata de 2020
La Convención Nacional Demócrata de 2020 fue una convención política realizada entre el 17 al 20 de agosto de 2020, en donde los delegados del Partido Demócrata de los Estados Unidos eligieron a Joe Biden y Kamala Harris, como candidatos del partido para presidente y vicepresidente de los Estados Unidos, respectivamente, para las elecciones presidenciales de Estados Unidos de 2020.
La convención estaba prevista para que se celebre entre los días 13 y 16 de julio de 2020 en el pabellón Fiserv Forum de la ciudad de Milwaukee (Wisconsin), sin embargo, debido a la pandemia de enfermedad por coronavirus fue pospuesta a agosto del mismo año.